# Vital' Bulyha
Vitalʹ Mikalaevič Bulyha (in bielorusso Віталь Мікалаевіч Булыга?, in russo Виталий Николаевич Булыга?, Vitalij Nikolaevič Bulyga; Minsk, 12 gennaio 1980) è un ex calciatore bielorusso, di ruolo attaccante.

## Palmarès

### Club

#### Competizioni nazionali
- Campionato bielorusso: 3

Dnjapro Mahilëŭ : 1998
BATE: 2009, 2010
- Coppa di Bielorussia: 1

BATE: 2009-2010